# 1839

## Събития
- Въведен е Кристалографският индекс на Милър от британския минералог и кристалограф Уилям Милър.
- Карл Густав Мозандер открива химичният елемент Лантан.
- Основано е 127 СОУ „Иван Денкоглу“ в София.
- Отваря врати  светско училище в Трявна.
- 2 януари – Луи Дагер прави първата снимка на Луната.
- 15 януари – 50-годишната Мария-Исабела Бурбон-Испанска се омъжва за втория си съпруг, Франческо, граф на Балцо.
- 19 януари – Британската източноиндийска компания превзема Аден.
- 24 февруари – Уилям Отис получава патент за багер.
- 18 март – Започва Първата англо-китайска война.
- 23 март – В бостънския вестник „Morning Post“ за първи път се появява изразът „O.K.“
- 19 април – С Договора от Лондон е създадено независимо от Нидерландия кралство Белгия.
- 12 юни – Абнър Дабълдей формулира основните правила на бейзбола.
- 13 юни – Милош Обренович абдикира като княз на Сърбия в полза на сина си Милан Обренович II.
- 24 юни – Провежда се Битката при Незиб между Египет и Османската империя.
- 2 юли – Отпразнувана е сватбата на Мария Николаевна и Максимилиан дьо Боарне в Зимния дворец в Петербург.
- 4 юли – Започва Войната на антирентиерите в САЩ.
- 23 август – Обединеното кралство анексира Хонконг.
- 3 ноември – Подписан е реформаторският акт, наречен Гюлхански Хатишериф.
- 17 ноември – Състои се премиерата на операта Оберто – граф ди Сан Бонифачона от Джузепе Верди в Ла Скала, Милано.
- 26 ноември – Състои се премиерата на операта Енрико II от Ото Николай в Театър Верди, Триест.
- Гудиър вулканизира за първи път каучука.

## Родени
- Абдулкерим паша Бурсалъ, османски администратор († 1912 г.)
- Алберт Шац, немски композитор († 1910 г.)
- Александър Бесел, руски математик († 1870 г.)
- Али Ръза ефенди, баща на Мустафа Кемал Ататюрк († 1888 г.)
- Василий Бунаков, руски генерал († 1897 г.)
- Георги Динков, български общественик († 1876 г.)
- Димитър Икономов, български революционер († 1896 г.)
- Димитър Карамфилович, български революционер († 1906 г.)
- Иван Гологанов, български просветен деец († 1895 г.)
- Константин Рунов, руски офицер († 1877 г.)
- Костадин Герчев, български революционер († 1924 г.)
- Кральо Марков, български общественик († ? г.)
- Митрофан Колосов, руски филолог († 1881 г.)
- Михаил Буботинов, български общественик († 1918 г.)
- Павел Стоянов, български зограф († 1904 г.)
- Поликарпос Анастасиадис, гръцки духовник († ? г.)
- Франческо Барцаги, италиански скулптор († 1892 г.)
- Фьодор Горталов, руски офицер († 1877 г.)
- Цветко Павлович, български революционер († 1867 г.)
- Чарлс Бейкър, американски художник († 1888 г.)
- 2 януари – Нешо Бончев, български възрожденец († 1878 г.)
- 4 януари – Казимиро де Абреу, бразилски поет († 1860 г.)
- 5 януари – Николай Линевич, руски генерал († 1908 г.)
- 6 януари – Георге Анджелеску, румънски политик († 1915 г.)
- 7 януари – Макс Брицелмаер, немски миколог († 1909 г.)
- 10 януари – Николай Брок, руски офицер († 1919 г.)
- 14 януари – Йосиф Ковачев, български учен († 1898 г.)
- 18 януари – Григор Пърличев, български общественик
- 19 януари – Пол Сезан, френски художник († 1906 г.)
- 27 януари – Николай Бобриков, руски генерал († 1904 г.)
- 27 януари – Павел Чубински, руски журналист († 1884 г.)
- 30 януари – Васил Диамандиев, български революционер († 1912 г.)
- 8 февруари – Иван Ястребов, руски консул († 1894 г.)
- 9 февруари – Илия Блъсков, български писател († 1913 г.)
- 11 февруари – Уилард Гибс, американски математик († 1903 г.)
- 15 февруари – Едуард Брандт, руски зоолог († 1891 г.)
- 15 февруари – Райко Жинзифов, български поет († 1877 г.)
- 1 март – Албърт Бикмор, американски пътешественик († 1914 г.)
- 13 март – Александър Навроцки, руски поет († 1914 г.)
- 16 март – Сюли Прюдом, френски поет († 1907 г.)
- 17 март – Йозеф Райнбергер, немски композитор († 1901 г.)
- 21 март – Модест Мусоргски, руски композитор († 1881 г.)
- 27 март – Джон Баланс, 14-и премиер-министър на Нова Зеландия († 1893 г.)
- април – Джон Вейч, английски ботаник († 1870 г.)
- 3 април – Флориано Пейшото, 2-ри президент на Бразилия († 1895 г.)
- 12 април – Николай Пржевалски, руски пътешественик († 1888 г.)
- 20 април – Карол I, крал на Румъния († 1914 г.)
- 8 май – Джордж Милър Бърд, американски лекар († 1883 г.)
- 19 май – Йозеф Мария фон Радовиц, германски дипломат († 1912 г.)
- 20 май – Бернардино Кабалеро, президент на Парагвай († 1912 г.)
- 1 юни – Абдул Фрашъри, албански възрожденец († 1892 г.)
- 21 юни – Машаду ди Асис, бразилски писател († 1908 г.)
- 24 юни – Гъстейвъс Франклин Суифт, американски предприемач († 1903 г.)
- 28 юни – Васил Стоянов, български филолог († 1910 г.)
- 30 юни – Давид Абрахамович, полски политик († 1926 г.)
- юли – Петър Муткуров, български революционер († 1867 г.)
- 2 юли – Константин Маковски, руски художник († 1915 г.)
- 8 юли – Джон Рокфелер, американски предприемач († 1937 г.)
- 12 юли – Дейвид Едуард Кронин, американски художник († 1925 г.)
- 18 юли – Иван Куратов, руски поет († 1875 г.)
- 25 юли – Франсоа Гарние, френски изследовател († 1873 г.)
- 28 юли – Изабел Гати дьо Гамон, белгийски педагог († 1905 г.)
- 31 юли – Игнасио Андраде, Президент на Венецуела († 1925 г.)
- 12 август – Иван Кършовски, български революционер († 1914 г.)
- 6 август – Матвей Болдирев, руски професор († 1903 г.)
- 7 август – Михаил Боткин, руски художник († 1914 г.)
- 8 август – Ото Финш, немски етнолог († 1917 г.)
- 9 август – Карл Теодор Баварски, баварски херцог († 1909 г.)
- 12 август – Иван Кършовски, български революционер († 1914 г.)
- 19 август – Юлиас Оскар Брефелд, немски ботаник († 1925 г.)
- 20 август – Николай Бранденбург, руски археолог († 1903 г.)
- 21 август – Ото Бах, датски художник († 1927 г.)
- 2 септември – Хенри Джордж, американски общественик († 1897 г.)
- 8 септември – Джон Ейткен, шотландски физик († 1919 г.)
- 10 септември – Чарлс Пърс, американски философ († 1914 г.)
- 20 септември – Олга Фьодоровна, велика руска княгиня († 1891 г.)
- 25 септември – Карл Алфред фон Цител, немски палеонтолог († 1904 г.)
- 3 октомври – Луис Абрахамс, английски учител († 1918 г.)
- 7 октомври – Николай Блинов, руски етнограф († 1917 г.)
- 8 октомври – Джордж Е. Кинг, канадски политик († 1901 г.)
- 8 октомври – Димитър Буров, български предприемач († 1903 г.)
- 13 октомври – Николай Верещагин, руски агроном († 1907 г.)
- 19 октомври – Джейн Бърдън, английски модел († 1914 г.)
- 30 октомври – Алфред Сисле, френски художник († 1899 г.)
- 1 ноември – Ахмед Мухтар паша, османски администратор († 1919 г.)
- 5 ноември – Адам Мандрович, хърватски актьор († 1912 г.)
- 8 ноември – Иван Горемикин, руски политик († 1917 г.)
- 19 ноември – Емил Шкода, чешки предприемач († 1900 г.)
- 29 ноември – Лудвиг Анценгрубер, австрийски драматург († 1889 г.)
- декември – Йосиф Дайнелов, български търговец († 1891 г.)
- 4 декември – Игнац Шницер, австрийски драматург († 1921 г.)
- 5 декември – Джордж Армстронг Къстър, американски военен († 1876 г.)
- 5 декември – Евграф Биханов, руски астроном († 1915 г.)
- 9 декември – Норман Селф, австралийски инженер († 1911 г.)
- 18 декември – Адолф Данс, фламандски политик († 1907 г.)
- 18 декември – Теодюл Рибо, френски психолог († 1916 г.)
- 21 декември – Сергей Бородаевски, руски художник († 1890 г.)
- 24 декември – Адам Белчиковски, полски писател († 1909 г.)
- 31 декември – Димитрие Гика-Комънещ, румънски благородник († 1923 г.)

## Починали
- Анастас Българин, гръцки революционер (р. ? г.)
- Ангел Гацо, гръцки революционер (р. 1771 г.)
- Василиос Атанасиу, гръцки революционер (р. 1790 г.)
- Елизабет Бентли, английска поетеса (р. 1767 г.)
- 6 януари – Мария Бурбон-Орлеанска, френска принцеса (р. 1813 г.)
- 12 януари – Йозеф Антон Кох, австрийски художник (р. 1768 г.)
- 26 януари – Стефан ван Ренселер, американски губернатор (р. 1764 г.)
- 12 февруари – Тереза Матилда Амалия, немска дукеса (р. 1773 г.)
- 2 март – Шарлота Бонапарт, испанска принцеса (р. 1802 г.)
- 15 март – Дон Сиприано де Палафокс и Портокареро, испански херцог (р. 1784 г.)
- 26 март – Юрий Венелин, украински славист (р. 1802 г.)
- 28 март – Август Циволка, руски мореплавател (р. 1810 г.)
- 11 април – Джон Голт, шотландски писател (р. 1779 г.)
- 17 април – Мари Фредерике, немска принцеса (р. 1768 г.)
- 4 май – Денис Давидов, руски поет (р. 1784 г.)
- 6 май – Уилям Леноар, американски генерал (р. 1751 г.)
- 9 май – Ян Виткевич, руски офицер (р. 1808 г.)
- 16 май – Едуард Клайв, британски политик (р. 1754 г.)
- 18 май – Каролин Бонапарт, сестра на Наполеон I (р. 1782 г.)
- 27 юни – Алън Кънингам, английски ботаник (р. 1791 г.)
- 27 юни – Ранджит Сингх, основател на сикхизъм (р. 1780 г.)
- 1 юли – Махмуд II, султан на Османската империя (р. 1785 г.)
- 8 юли – Милан Обренович II, княз на Сърбия (р. 1819 г.)
- 10 юли – Фернандо Сор, испански композитор (р. 1778 г.)
- 20 август – Вилхелм I, румънски херцог (р. 1792 г.)
- 27 август – Александър Одоевски, руски поет (р. 1802 г.)
- 28 август – Уилям Смит, английски учен (р. 1769 г.)
- 4 септември – Хендрик Вогд, нидерландски художник (р. 1768 г.)
- 15 ноември – Уилям Мърдок, шотландски инженер (р. 1754 г.)
- 3 декември – Фредерик VI, крал на Дания (р. 1768 г.)
- 10 декември – Пьотр Фролов, руски инженер (р. 1775 г.)

Вижте също:
- календара за тази година